# Autostrada A2 (România)
Autostrada A2, denumită și Autostrada Soarelui, este o autostradă din România care leagă capitala București de Constanța, cel mai mare port al țării. Începând din 29 noiembrie 2012, este circulabilă pe întreaga ei lungime de 201,98 km, pe ambele sensuri de mers. Începe în estul Bucureștiului, în dreptul satului Cățelu, Ilfov, traversează Câmpia Română până la Fetești, traversează brațul Borcea, apoi Dunărea la Cernavodă, după care urmează un traseu prin Podișul Dobrogei până în capătul estic, unde se unește cu autostrada de centură a Constanței, A4.

## Istoric
Construirea autostrăzii A2 între București și Constanța a început în era comunistă, în timpul regimului condus de Nicolae Ceaușescu. Primul tronson, Fetești–Cernavodă, de aproximativ 18 km, a fost dat în folosință în 1987. Acest tronson include un complex sistem de poduri și viaducte de autostradă și cale ferată peste Dunăre și peste unul din brațele acestuia (Brațul Borcea). Noile poduri rutiere și feroviare sunt construite lângă podurile istorice de cale ferată construite de către Anghel Saligny din 1896.
Următorul tronson al autostrăzii București-Constanța, București-Fundulea, ia ființă începând cu anul 1991, dar, în cele din urmă, în 1993 a fost oprit din cauza lipsei resurselor financiare, urmând a fi continuată după 1998 . Construcția autostrăzii ia amploare după anul 2001, ca urmare a unor credite de preaderare. Se începe construcția la tronsoanele II și III, Fundulea-Lehliu și Lehliu-Drajna Nouă.
În 2004, au fost deschise traficului trei noi tronsoane: București–Fundulea (26,5 kilometri) și Fundulea –Lehliu (29,2 kilometri), pe data de 4 iunie, respectiv Lehliu–Drajna Nouă (42 kilometri) pe 16 noiembrie. 
La sfârșitul lunii iunie 2006, autostrada a fost dată în folosință și pe tronsonul Drajna–Fetești, însă numai pe două dintre cele patru benzi de circulație. Autostrada este finalizată complet anul următor, fiind inaugurată la 1 mai 2007 .
Din 6 iunie 2006, traficul pe Autostrada Soarelui este supravegheat video. Camerele sunt instalate îndeosebi în intersecțiile autostrăzii cu șoselele de legătură și sunt menite să monitorizeze traficul rutier și să descurajeze furturile de materiale de pe autostradă. Sistemul de supraveghere video va fi dublat de polițiștii de la Poliția Rutieră care vor monitoriza traficul și vor patrula pe autostradă.
În 2008, deși spațiile de servicii erau amenajate, nicio benzinărie nu era deschisă pe toată distanța între București și Cernavodă. Primele benzinării s-au deschis în vara anului 2009.
După deschiderea tronsoanelor dintre București și Cernavodă, lucrările au continuat pe restul de 52 km între Cernavodă și Constanța. Primii 19 km dintre Cernavodă și Medgidia au fost contractați de compania franceză Colas, înregistrând mari întârzieri. Ministrul român al transporturilor, Anca Boagiu, a acuzat compania că nu vrea să lucreze, iar Colas s-a disculpat, declarând că așteaptă să primească răspunsuri pe chestiuni tehnice din partea companiei române de drumuri, precum și terenuri expropriate pentru desfășurarea lucrărilor. Compania română de drumuri naționale a reziliat contractul cu firma Colas în aprilie 2011 și a demarat procedurile de reatribuire a proiectului. Ministrul Anca Boagiu a promis că tronsonul Medgidia-Constanța va fi dat în exploatare în 2011, urmând să fie terminat în anul următor; astfel, la 29 iulie 2011, porțiunea dintre Murfatlar (Ciocârlia de Sus) și Constanța Vest a fost dată în folosință pe o singură bandă pe sens, iar după alte două luni pe ambele sensuri.
În toamna lui 2011, 166 km din autostradă erau complet operaționali, iar din luna iulie 2012, întreaga distanță dintre București și Constanța, de aproximativ 202 km.
În data de 19 iulie 2012, întreaga autostradă a fost dată în folosință. Pe o porțiune de aproximativ 26 km între Cernavodă și Medgidia, aceasta a fost circulabilă doar pe o singură bandă de circulație pe sens, vreme de 5 luni, până în 29 noiembrie 2012, când a fost terminată și a devenit circulabilă pe ambele sensuri de mers pe întreaga ei lungime.

## Trafic
Autostrada Soarelui se număra în 2010 printre cele mai circulate zece șosele din țară, fiind tranzitată, în total, în 24 de ore, de puțin peste 64.000 de vehicule, tronsonul cu cel mai mare trafic fiind între Fundulea și Lehliu, adică aproape 20.000 de vehicule într-o zi.
Traficul de 64.000 de vehicule se referă la traficul însumat al sectoarelor care compun autostrada.

## Costuri
Construcția autostrăzii Cernavodă–Constanța a avut un cost total de 413,95 milioane de euro, finanțat cu 250 de milioane de euro de la Banca Europeană de Investiții, 70,81 milioane de euro din partea Comisiei Europene (CE), diferența de circa 90 de milioane de euro fiind suportată de la bugetul de stat al României.

## Taxe de pod
Ca și pe celelalte autostrăzi din România și drumuri naționale, accesul pe A2 este condiționat de plătirea taxei de vinietă. Pe lângă această taxă, autostrada A2 este singură autostradă din România care dispune de stație de taxare. Taxarea suplimentară se face în regim deschis, și este obligatorie pentru utilizarea tronsonului Fetești–Cernavodă, care cuprinde podurile peste Dunăre. Stația de taxare de la Fetești este parțial automatizată, plata putându-se efectua prin SMS, online sau la unele benzinării din țară, până cel târziu la sfârșitul zilei următoare trecerii, păstrându-se și câte o bandă pentru fiecare sens, unde se poate plăti cu numerar la stația de 56 taxare. Conform comunicatelor de presă ale CNAIR, banii sunt folosiți în principal pentru întreținerea podului, dar și pentru administrarea, întreținerea sau modernizarea drumurilor de interes național. Taxele de trecere pe pod sunt calculate în funcție de categoria, greutatea și numărul de locuri al autovehiculelor.

## Condiții tehnice
Lucrările finalizate la Autostrada Soarelui București–Constanța au ridicat numeroase probleme, legate de neconformități la suprafața stratului de rulare, apariția de fisuri și chiar gropi.
Tronsoanele autostrăzii au o garanție de doar doi ani, iar primele gropi au apărut deja la doar un an după ce autostrada a ieșit din garanție.
În primăvara lui 2017, s-a format în podul de la Fetești o groapă care a perforat complet podul, care nu fusese reabilitat de la deschiderea sa în 1987, când a fost realizat fără hidroizolație, pentru a se face economie la materiale.

## Listă ieșiri
| Ieșiri și construcții (Est)    |        |                                                  |             |                                         |
| București – Constanța (206 km) |        |                                                  |             |                                         |
| Motorway                       | km 11  | Bulevardul Theodor Pallady, București            |             |                                         |
| Exit                           | km 12  | Centura București                                | CB          | deschis 2004                            |
| Exit                           | km 15  | Cernica, Bălăceanca                              | DJ301       | deschis 2015                            |
| Service area                   | km 19  | Parcare, ieșire în U                             |             |                                         |
| Exit                           | km 22  | Brănești                                         | DJ100       | deschis 2021                            |
| Exit                           | km 35  | Fundulea                                         | DN3         | deschis 2004                            |
| Service area                   | km 48  | OMV                                              |             |                                         |
| Exit                           | km 64  | Lehliu Gară                                      | DN3         | deschis 2004                            |
| Service area                   | km 66  | Petrom                                           |             |                                         |
| Service area                   | km 74  | Parcare                                          |             |                                         |
| Service area                   | km 88  | Rompetrol                                        |             |                                         |
| Service area                   | km 98  | Parcare                                          |             |                                         |
| Exit                           | km 105 | Drajna / Slobozia                                | DN3A · DN21 | deschis 2007                            |
| Service area                   | km 111 | OMV                                              |             |                                         |
| Service area                   | km 120 | Parcare                                          |             |                                         |
| Service area                   | km 131 | Parcare                                          |             |                                         |
| Exit                           | km 139 | Rompetrol                                        |             |                                         |
| Exit                           | km 142 | Fetești                                          | DN3A · DN3B | deschis 1987, reabilitat 2007           |
| Toll gate                      | km 144 | Taxare                                           |             | deschis 1987                            |
| Bridge                         | km 145 | Podul Fetești                                    |             | deschis 1987                            |
| Exit                           | km 146 | Ieșire în U                                      |             |                                         |
| Exit                           | km 157 | Ieșire în U                                      |             | doar est                                |
| Bridge                         | km 158 | Podul Cernavodă                                  |             | deschis 1987                            |
| Exit                           | km 160 | Cernavodă                                        | DN22C       | deschis 1987, reabilitat 2012 ca ieșiri |
| Exit                           | km 192 | Medgidia / Murfatlar, Ostrov                     | DJ381       | deschis 2012                            |
| Service area                   | km 196 | Parcare                                          |             | deschis 2012                            |
| Bridge                         | km 203 | Canalul Dunăre-Marea Neagră                      |             | deschis 2011                            |
| Service area                   | km 205 | Parcare                                          |             | deschis 2012                            |
| Interchange                    | km 212 | Mangalia, Constanța Sud / Tulcea, Constanța Vest |             | deschis 2011                            |